# Kötött morféma
A kötött morfémák a szótövek egy része, illetve a toldalékok, amelyek önmagukban nem állhatnak meg és nincs önálló jelentésük.
A morfémák lehetnek:
- szabad morfémák
- félszabad morfémák
- kötött morfémák
- zéró morfémák

A kötött morféma csak más morfémával együtt fordul elő. 
Példák a kötött morfémára: bokr-, men-, -ság, -i, -hoz, -t, -k, hav- stb.
Két típusa:
- Kötött tőalternánsok: a többváltozatú tőmorfémák mellékváltozatai, az ikes és a passzív tövek tartoznak ide.
- Egyedi kötött morféma: teljesen kötött a használatuk, nem társulnak más szóelemekkel. Például a fabatka lexéma batka eleme.